# Canton de Limoges-9
Le canton de Limoges-9 est une circonscription électorale française située dans le département de la Haute-Vienne et la région Nouvelle-Aquitaine.

## Histoire

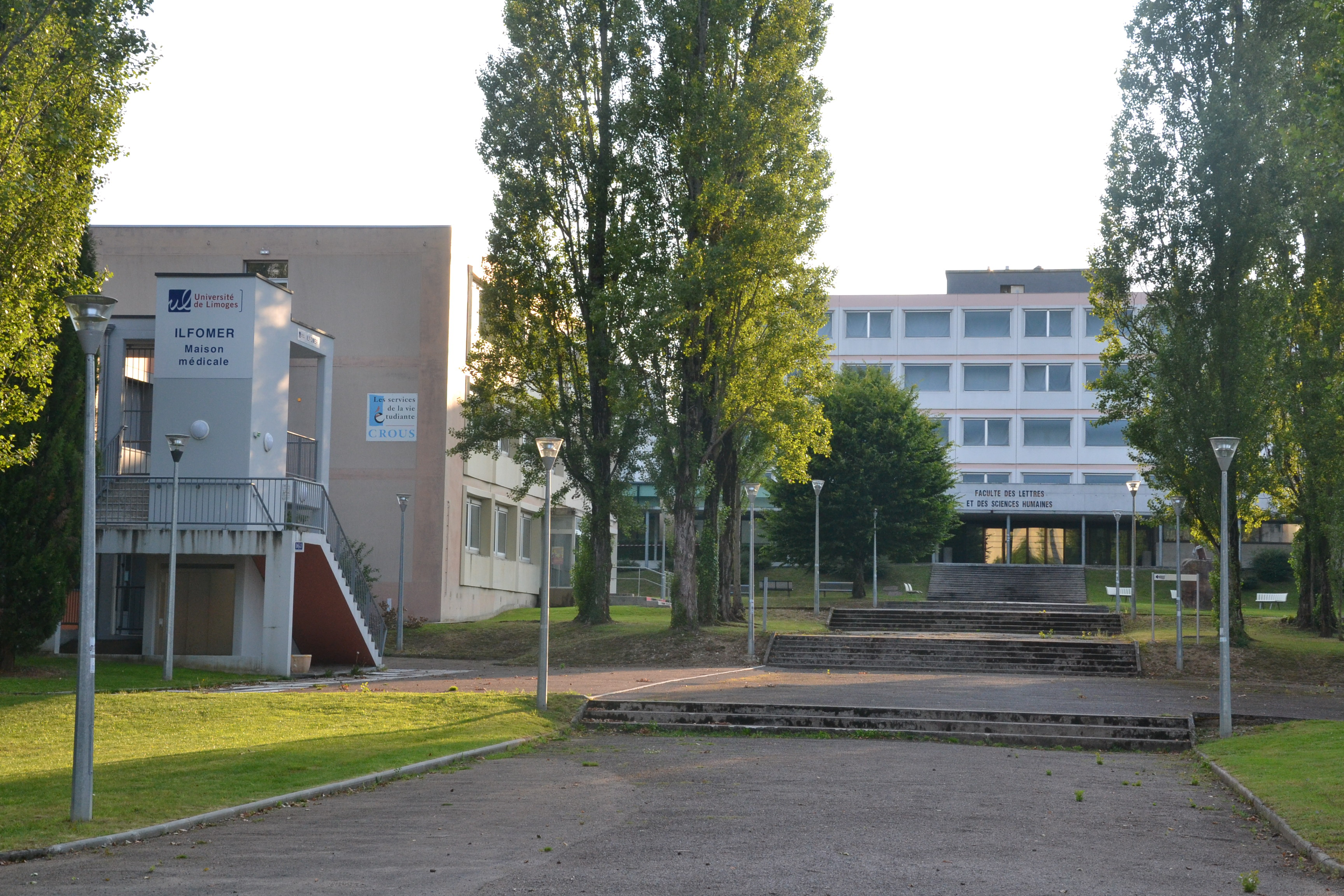
La faculté de lettres et sciences humaines, sur le campus de Vanteaux.

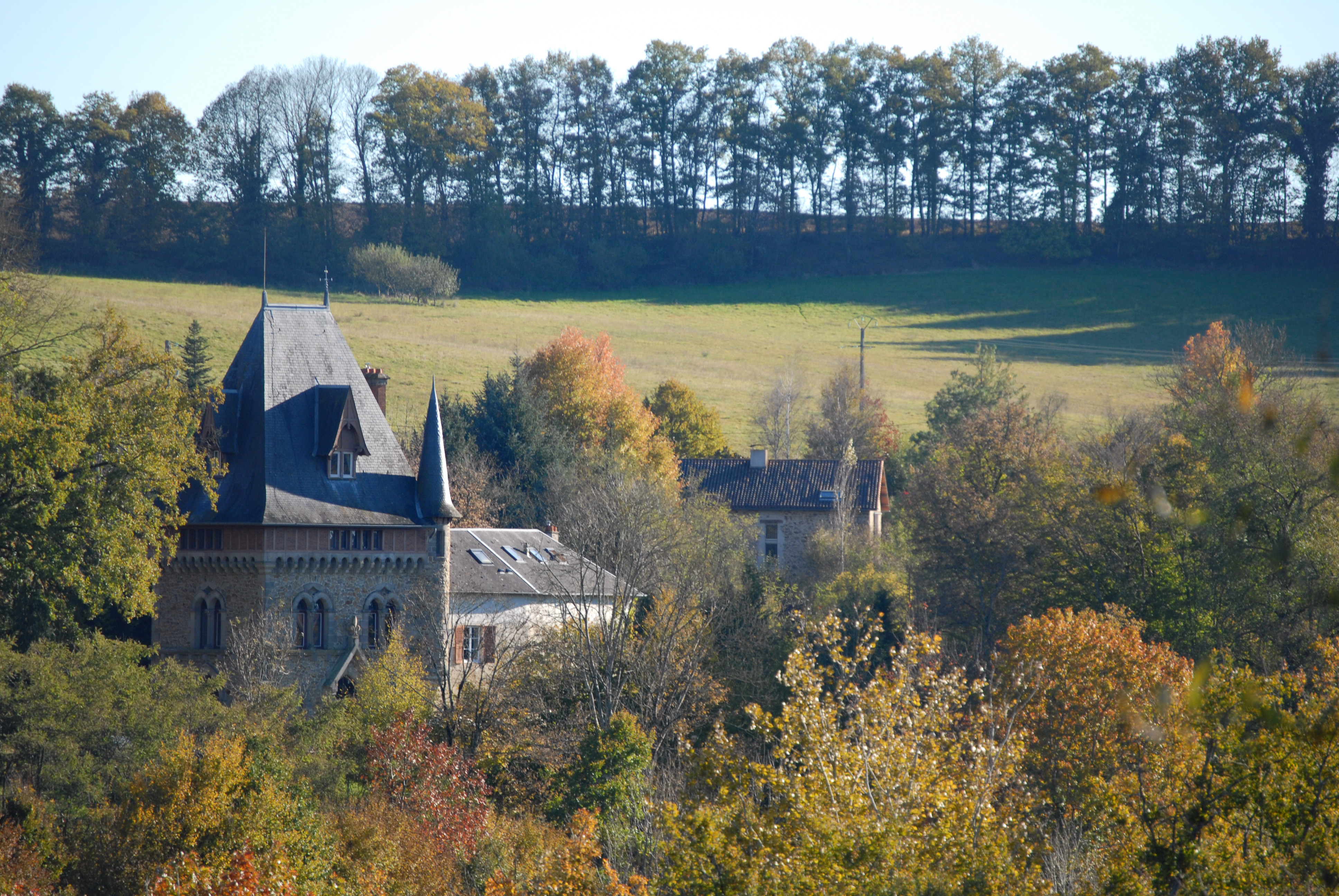
Le château de Gigondas, à Isle.

Un nouveau découpage territorial de la Haute-Vienne entre en vigueur à l'occasion des élections départementales de mars 2015, défini par le décret du 13 février 2014, en application des lois du 17 mai 2013 (loi organique 2013-402 et loi 2013-403). Les conseillers départementaux sont, à compter de ces élections, élus au scrutin majoritaire binominal mixte. Les électeurs de chaque canton élisent au Conseil départemental, nouvelle appellation du Conseil général, deux membres de sexe différent, qui se présentent en binôme de candidats. Les conseillers départementaux sont élus pour 6 ans au scrutin binominal majoritaire à deux tours, l'accès au second tour nécessitant 12,5 % des inscrits au 1er tour. En outre la totalité des conseillers départementaux est renouvelée. Ce nouveau mode de scrutin nécessite un redécoupage des cantons dont le nombre est divisé par deux avec arrondi à l'unité impaire supérieure si ce nombre n'est pas entier impair, assorti de conditions de seuils minimaux. En Haute-Vienne, le nombre de cantons passe ainsi de 42 à 21.
Le canton de Limoges-9 est formé d'une commune de l'ancien canton de Limoges-Isle et d'une fraction de la commune de Limoges issue des anciens cantons de Limoges-Puy-las-Rodas, de Limoges-Isle et de Limoges-Émailleurs.
Le canton est entièrement inclus dans l'arrondissement de Limoges. Le bureau centralisateur est situé à Limoges.

## Représentation
| Période élective | Période élective | Mandat | Mandat   | Identité        | Nuance | Nuance | Qualité |
| ---------------- | ---------------- | ------ | -------- | --------------- | ------ | ------ | --- |
| 2015             | 2021             | 2015   | 2021     | Gilles Bégout   |        | DVG    | Professeur de faculté Maire d'Isle depuis 2008 Ancien conseiller général du Canton de Limoges-Isle (2011-2015) |
| 2015             | 2021             | 2015   | 2021     | Gulsen Yildirim |        | PS     | Professeur d'université Ancienne conseillère générale du Canton de Limoges-Puy-las-Rodas (2011-2015) 5e vice-présidente, chargée des politiques de l'enfance, de la famille et des solidarités, conseillère municipale de Limoges depuis 2020 |
| 2021             | 2028             | 2021   | en cours | Gilles Bégout   |        | DVG    | Professeur de faculté, Maire d'Isle |
| 2021             | 2028             | 2021   | en cours | Gülsen Yildirim |        | PS     | Professeur d'université conseillère municipale de Limoges, 5ème Vice-Présidente du conseil départemental, chargé de l'enfance, de la famille et de la démocratie sanitaire                                                                    |

### Résultats détaillés

#### Élections de mars 2015
? 
À l'issue du 1er tour des élections départementales de 2015, deux binômes sont en ballottage : Gilles Bégout et Gulsen Yildirim (Union de la Gauche, 44,74 %) et Laurence Jayat et Jean-Marie Lagedamont (UDI, 26,23 %). Le taux de participation est de 58,43 % (6 635 votants sur 11 356 inscrits) contre 57,81 % au niveau départemental et 50,17 % au niveau national.
Au second tour, Gilles Bégout et Gulsen Yildirim (Union de la Gauche) sont élus avec 100 % des suffrages exprimés et un taux de participation de 44,97 % (3 367 voix pour 5 107 votants et 11 356 inscrits). Le binôme UDI avait oublié de déposer sa candidature pour le second tour dans les délais impartis.

#### Élections de juin 2021
Le premier tour des élections départementales de 2021 est marqué par un très faible taux de participation (33,26 % au niveau national). Dans le canton de Limoges-9, ce taux de participation est de 34,39 % (3 847 votants sur 11 186 inscrits) contre 37,25 % au niveau départemental. À l'issue de ce premier tour, deux binômes sont en ballottage : Gilles Bégout et Gülsen Yildirim (Union à gauche, 68,83 %) et Jacques Grandjean et Nezha Najim (Union au centre, 31,17 %).
Le second tour des élections est marqué une nouvelle fois par une abstention massive équivalente au premier tour. Les taux de participation sont de 34,36 % au niveau national, 38,38 % dans le département et 35,96 % dans le canton de Limoges-9. Gilles Bégout et Gülsen Yildirim (Union à gauche) sont élus avec 68,63 % des suffrages exprimés (2 474 voix pour 4 023 votants et 11 187 inscrits),,.

## Composition
| Nom                             | Code Insee | Intercommunalité     | Superficie (km2) | Population (dernière pop. légale)                | Densité (hab./km2) | Modifier                                    |
| ------------------------------- | ---------- | -------------------- | ---------------- | ------------------------------------------------ | ------------------ | ------------------------------------------- |
| Limoges (bureau centralisateur) | 87085      | CU Limoges Métropole | 78,03            | Fraction : 8 815 (2022) Commune : 129 754 (2022) | 1 663              | modifier les données · modifier les données |
| Isle                            | 87075      | CU Limoges Métropole | 20,18            | 7 915 (2022)                                     | 392                | modifier les données · modifier les données |
| Canton de Limoges-9             | 8716       |                      |                  | 16 730 (2022)                                    |                    | modifier les données                        |

Le canton de Limoges-9 comprend :
1. une commune entière,

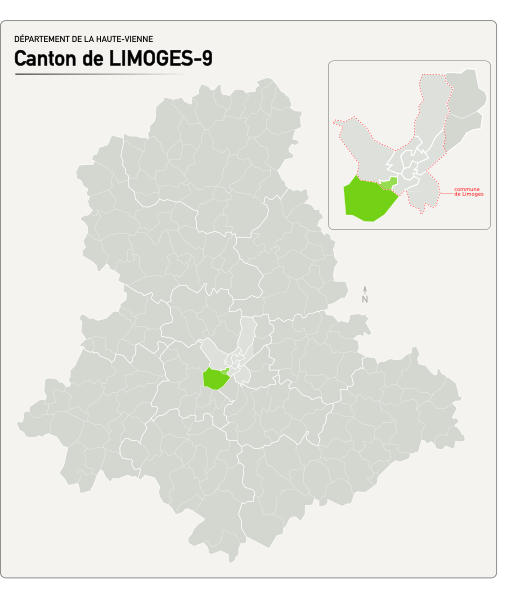
Situation du canton de Limoges-9 dans le département de la Haute-Vienne depuis 2015.

2. la partie de la commune de Limoges non incluse dans les cantons de Limoges-1, Limoges-2, Limoges-3, Limoges-4, Limoges-5, Limoges-6, Limoges-7 et Limoges-8.

Pour la commune de Limoges, il comprend le quartier du Roussillon et une partie du quartier du Puy Las Rodas.

## Démographie
En 2022, le canton comptait 16 730 habitants, en évolution de +2,92 % par rapport à 2016 (Haute-Vienne : −0,68 %, France hors Mayotte : +2,11 %).
| 2013   | 2018   | 2022   |
| ------ | ------ | ------ |
| 16 142 | 16 548 | 16 730 |